# قلعة برست

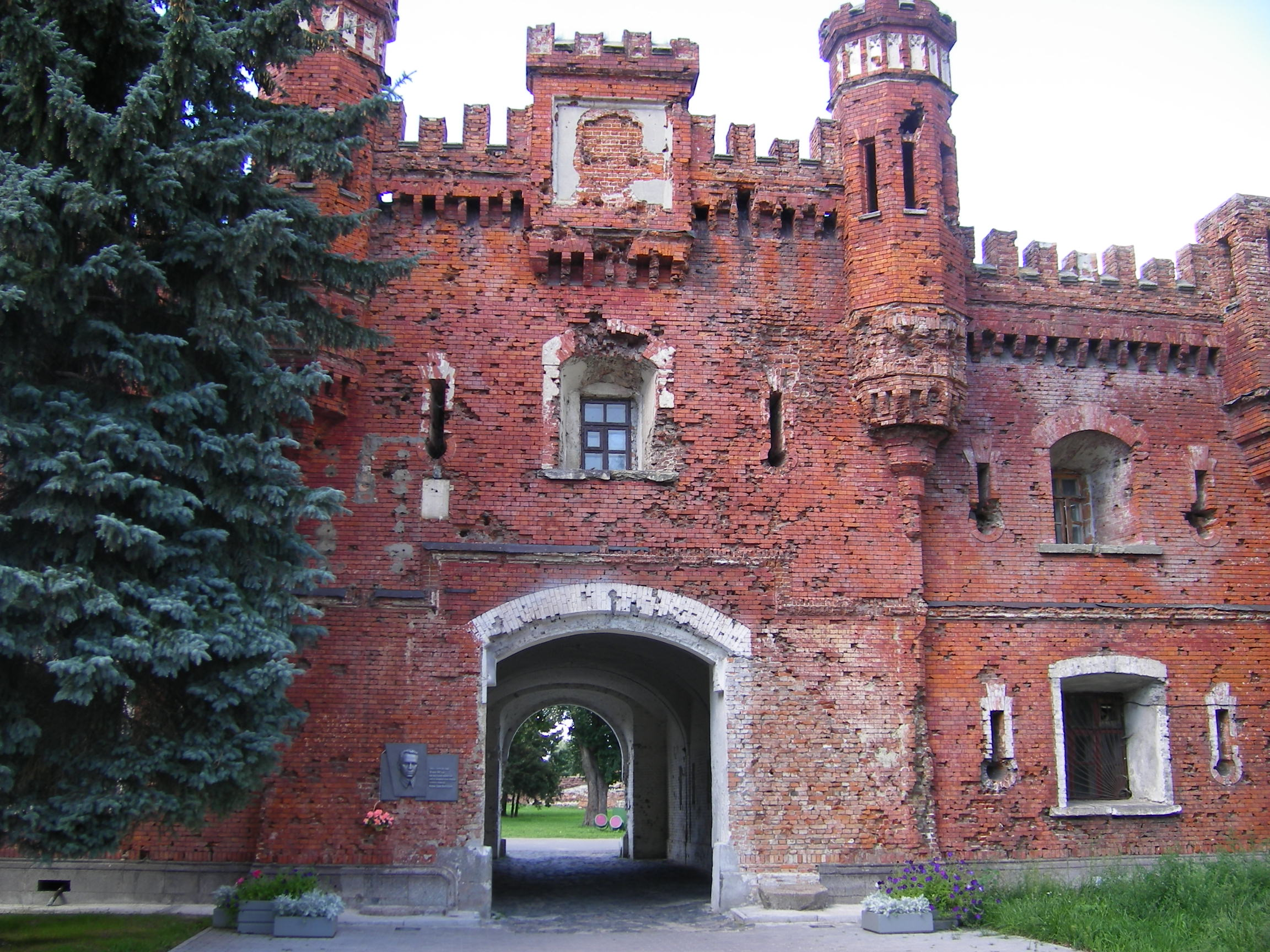
قلعة بريست

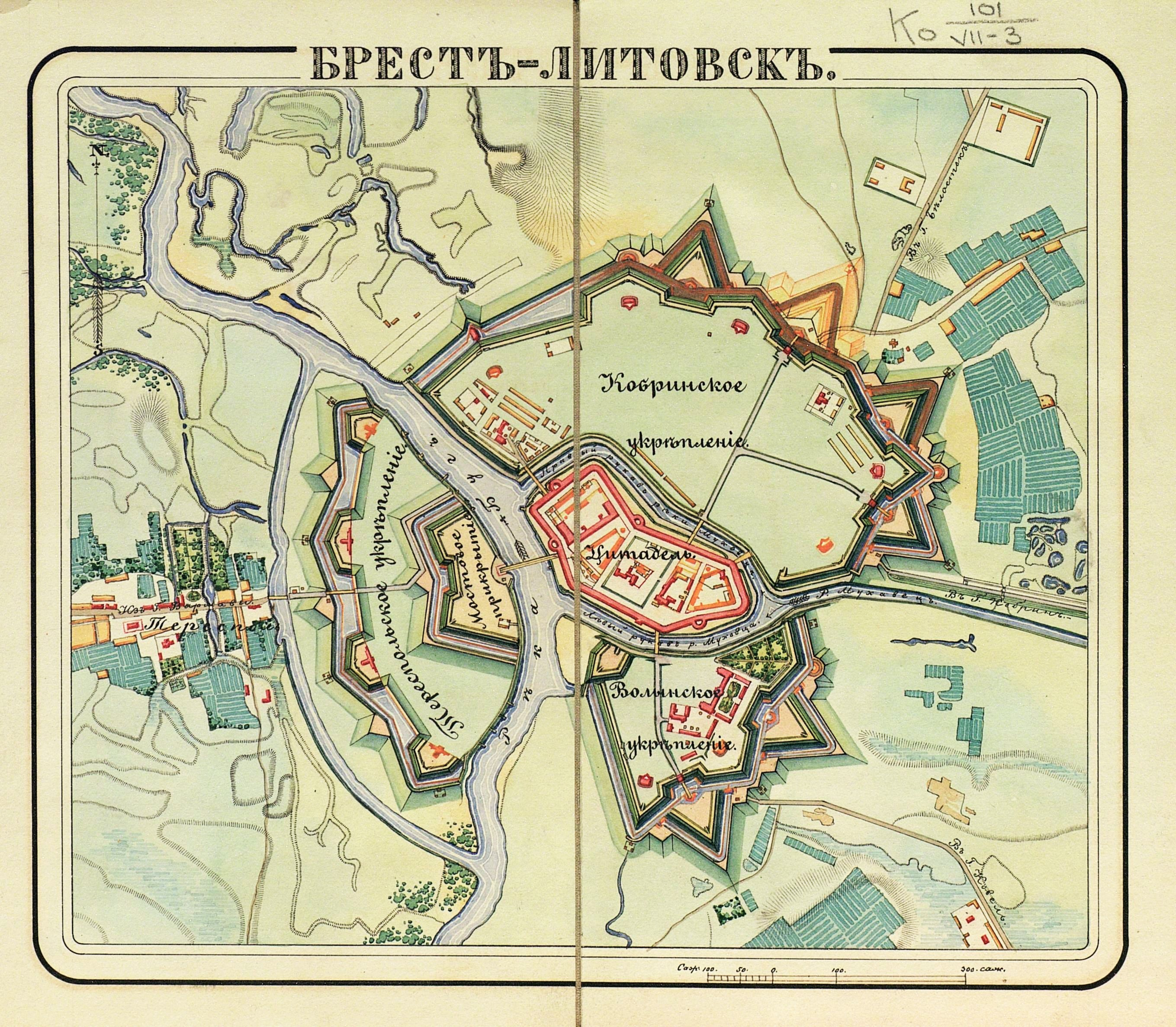
القلعة في ثلاثينيات القرن التاسع عشر

القلعة عام 1941

قلعة بريست ((بالبيلاروسية: Брэсцкая крэпасць) ، Bresckaja krepasć ؛ (بالبولندية: Twierdza brzeska))، المعروفة سابقًا باسم قلعة بريست-ليتوفسك، هي قلعة تعود إلى القرن التاسع عشر تقع في مدينة بريست في بيلاروسيا الحالية. كانت القلعة تقع على خط التماس الأول حين قامت قوات ألمانيا النازية بإطلاق عملية بربروسا لغزو الاتحاد السوفييتي في 22 يونيو 1941، حيث صمدت القلعة في وجه القوات المهاجمة أسبوعاً كاملاً في دفاع مستميت. في عام 1965 تم إعطاؤها لقب «القلعة البطلة» من قبل هيئة رئاسة مجلس السوفيات الأعلى للاتحاد السوفيتي. وهو مكافئ للقب «المدينة البطلة» الذي حصلت عليه اثنتا عشرة مدينة سوفيتية.

## مبنى القلعة
حافظت قلعة بريست على شكل تحصيناتها الأصلية المبنية على شكل نجمة منذ إنشائها في أوائل القرن التاسع عشر. كان مبنى القلعة المركزي في الجزيرة الوسطى بين نهر بوك وفرعين لنهر موخافيتس. وتحيط بالجزيرة ثكنة من طابقين على شكل حلقة بالإضافة إلى أربعة أبراج.يبلغ طول الثكنة 1.8 كم وتضم 500 غرفة لاستيعاب 12000 جندي داخل جدران سميكة مبنية من الطوب الأحمر المتين. كان هناك في الأصل أربع بوابات لدخول القلعة، لم يبق منها اليوم سوى بوابة خولم وبوابة تيريسبول، حيث أن معظم أجزاء الثكنة في حالة خراب.
كانت القلعة محاطة بثلاث تحصينات يشكل كل منها رأس جسر، يحدها فرعا نهر موخافيتس وعدد من الخنادق، ومحصنة بسواتر ترابية ارتفاعها 10 م بداخلها مكامن من الطوب الأحمر. تم تسمية هذه التحصينات باسم مدينة كوبرين في بيلاروسيا، ومدينة تيريسبول في بولندا، وباسم فولين، وهي منطقة تاريخية في فولينيا يقع معظمها في أوكرانيا. كان تحصين كوبرين الأكبر في القلعة، حيث يمتد في الجزء الشمالي الشرقي على شكل حدوة حصان، ويضم أربعة سواتر وثلاث زوايا محصنة منفصلة وكوة هلالية في الجزء الغربي، بالإضافة إلى حصن شرقي وحصن غربي. أما تحصين تيريسبول فكان يشكل رأس الجسر الغربي، ويضم 4 كوى هلالية منفصلة. بينما شكل تحصين فولين رأس الجسر الجنوبي الشرقي، وضم اثنين من السواتر وزاويتين محصنتين منفصلتين.

## تاريخ القلعة

### الإنشاء
بدأ بناء القلعة في عهد الإمبراطورية الروسية عام 1833 على أساس مسودة رسمها المهندس العسكري الروسي كارل أوبرمان لتحل محل القلعة الليتوانية القديمة التي كانت في الموقع.

### الحرب العالمية الأولى
بعد سقوط كل من حصن كوفنو وحصن نوفوغيورغيفسك، انسحب الروس من قلعة بريست حاملين معظم الذخائر التي كانت مخزنة فيها. دخل الألمان القلعة في 26 أغسطس 1915. استضافت القلعة عام 1918 توقيع معاهدة بريست ليتوفسك، التي أسست للسلام بين الحكومة البلشفية الجديدة في روسيا وبين دول المركز، وأنهت مشاركة روسيا في الحرب العالمية الأولى.

### الحرب العالمية الثانية

#### الدفاع عن قلعة بريست

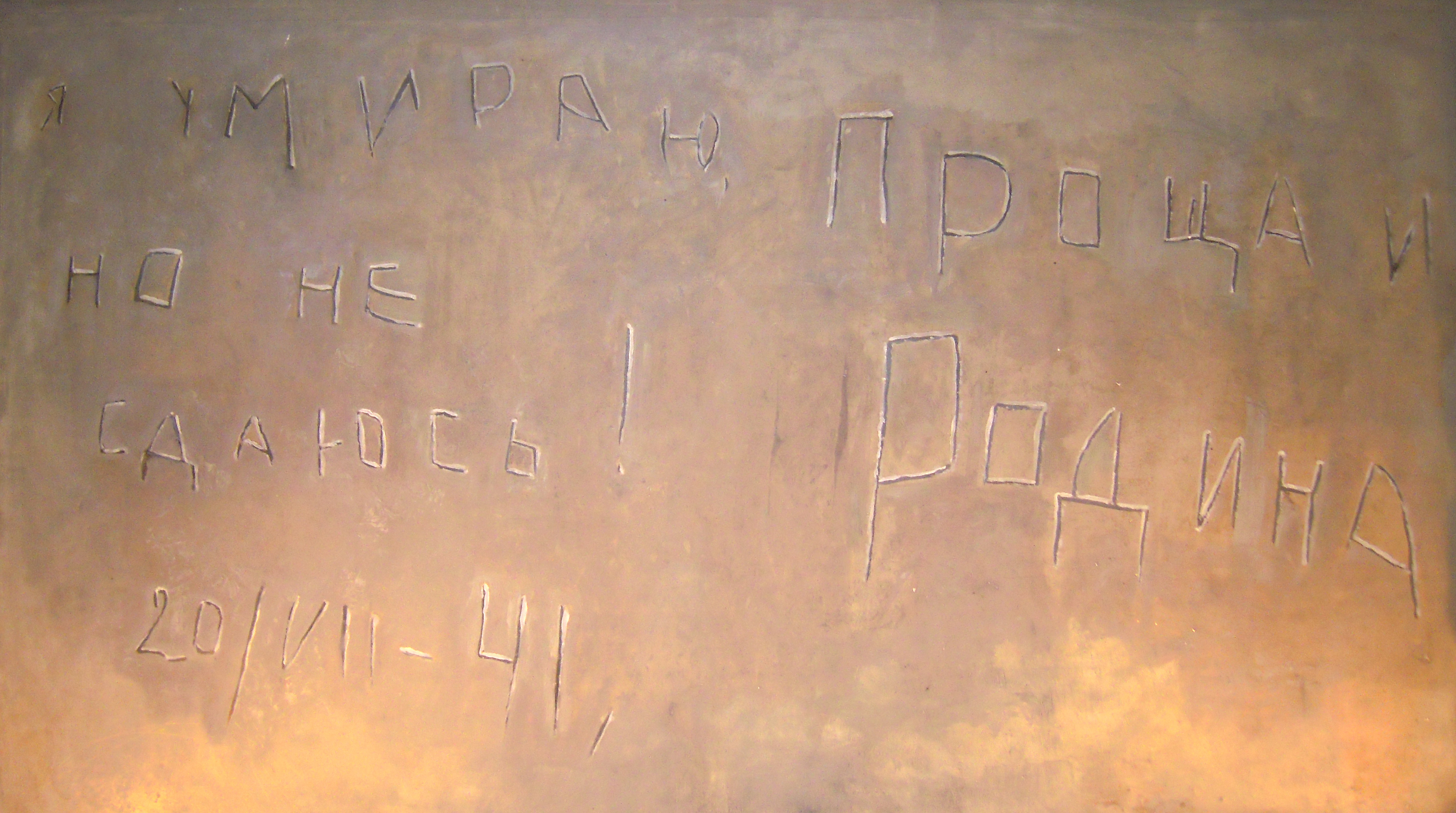
نسخة من النقش الشهير الموجود داخل القلعة: "أموت ولا أستسلم! وداعاً يا وطني. 20.7.41 " معروض في متحف الدفاع عن قلعة بريست

في الساعة 04:15 بتوقيت موسكو، يوم 22 يونيو 1941 هاجمت قوات الفيرماخت الألماني قلعة بريست دون سابق إنذار. بدأ الهجوم بقصف مدفعي شمل مدافع الهاون عيار 600 ملم من البطارية الثانية لكتيبة المدفعية الثقيلة 833 رقم 3 («ثور») ورقم 4 («أودين»). أخذ الهجوم المدافعين على حين غرة وفشلوا في البداية في تشكيل جبهة صلبة. وبحلول الساعة 09:00 من ذلك اليوم تم تطويق القلعة بالكامل. استمرت معركة قلعة بريست عقب ذلك لمدة 7 أيام، قتل خلالها حوالي 2000 جندي وضابط من المدافعين، بينما خسرت القوات المهاجمة ما يقرب من 430 جنديًا وضابطًا.
تم الاستيلاء على آخر مباني القلعة بحلول 29 يونيو. وسقط حوالي 6800 جندي وضابط سوفييتي في الأسر.
استمرت المقاومة بشكل متفرق وصمد عدد قليل من الجنود السوفييت داخل جيوب القلعة حتى 23 يوليو (أي اثنين وثلاثين يوماُ على بدء القتال)، حين تم أسر المقدم غافريلوف، الذي قاد الدفاع عن الحصن الشرقي، وهو آخر المدافعين حسب المصادر الرسمية. أصبحت هذه الرواية شهادة على صمود وشجاعة الجيش الأحمر والشعب السوفيتي.
زار هتلر وموسوليني القلعة سوية في 26 أغسطس 1941 في ظل تدابير أمنية مشددة. وذلك خلال قيامهما بجولة على مختلف أجزاء الجبهة الشرقية.

## ميراث القلعة

### المجمع التذكاري الحربي
في أواخر الستينات، بدأ بناء المجمع التذكاري للحرب تحت اسم «قلعة بريست البطلة». تم افتتاح المجمع في 25 سبتمبر 1971. المجمع التذكاري هو معلم وطني للحزن والفخر، ومن المعالم السياحية الشهيرة. يتألف المجمع من الثكنات ومخابئ البارود والحصون والتحصينات الأخرى، بالإضافة إلى متحف الدفاع في موقع القلعة القديمة، إلى جانب المعالم التذكارية الجديدة: المدخل الرئيسي، والمسلة، والنصب التذكاري الرئيسي، ومنحوتة بعنوان «العطش».

### الترشيح كموقع للتراث العالمي
أضيف موقع القلعة إلى القائمة المؤقتة للتراث العالمي لليونسكو في 30 يناير 2004، في الفئة الثقافية. تتم أعمال الحفظ والتطوير تحت إشراف مؤسسة تطوير قلعة بريست.

### رمز مدينة بريست
تُستخدم قلعة بريست كرمز لمدينة بريست البيلاروسية.

### القلعة في الأدب والثقافة الشعبية
- قلعة بريست (الروسية: Брестская крепость)، فيلم روسي - بيلاروسي أنتج عام 2010
- قلعة بريست، انتصار الشمس المتعبة (الروسية: Утомленное солнце Триумф Брестской крепости)، فيلم تاريخ بديل أنتجه فاليري بيلوسوف عام 2010
- أنا جندي روسي (بالروسية: Я - русский солдат)، فيلم عام 1995 مبني على رواية «اسمه ليس في القائمة»
- اسمه ليس في القائمة (بالروسية: В списках не значился) رواية لبوريس فاسيليف

## روابط خارجية
- الصفحة الرئيسية الرسمية لنصب Brest Hero-Fortress Memorial نسخة محفوظة 14 يناير 2018 على موقع واي باك مشين.
- قلعة بريست على الموقع الرسمي لجمهورية بيلاروسيا
- منشور اليونسكو حول قلعة بريست
- صورة جوية من يونيو 1940
- Jurkau kutoczak - Юркаў куточак - Yury's Corner. Фартэцыя ў ерасьці 1836-1842 гг.
- صورة 1024x768
- القلعة الرئيسية
- حصون خارجية